# 687

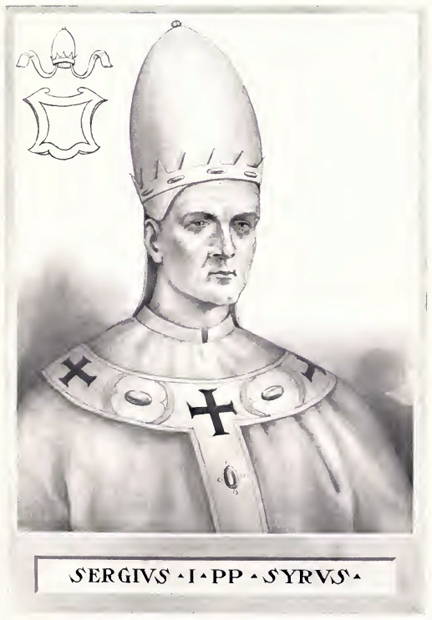
Paus Sergius I (687-701)

Het jaar 687 is het 87e jaar in de 7e eeuw volgens de christelijke jaartelling.

## Gebeurtenissen

### Byzantijnse Rijk
- Keizer Justinianus II sluit een vredesverdrag met het Arabische Rijk en verplicht kalief Abd al-Malik schatting te betalen. Hij laat de Byzantijnse vloot op Cyprus versterken en verplaatst cavalerie-eenheden van Anatolië naar Thracië (Balkan). Vanwege het verdrag komen Armenië en Iberië (huidige Georgië) onder gezamenlijk bestuur, de belastinginkomsten worden gedeeld.

### Europa
- Slag bij Tertry: Pepijn van Herstal, hofmeier van Austrasië, verslaat in Péronne (Picardië) de Frankische edelen van Neustrië en Bourgondië onder bevel van hofmeier Berthar. Koning Theuderik III vlucht naar Parijs en wordt gedwongen een vredesverdrag te sluiten. Pepijn wordt "de facto" heerser van het Frankische Rijk en kent zichzelf de titel van "Hertog en keizer van de Franken" (Dux et princeps Francorum) toe. Hiermee worden de twee deel koninkrijken definitief verenigd. Pepijn benoemt zijn trouwe volgeling Nordebert tot hofmeier van Neustrië en Bourgondië (een soort landvoogd).
- Koning Eurik II overlijdt na een regeerperiode van 7 jaar en wordt opgevolgd door zijn schoonzoon Ergica. Hij wordt in Toledo gekroond als koning van het Visigotische Rijk.

## Religie
- 21 september - Paus Conon I overlijdt in Rome na een pontificaat van bijna 1 jaar. Theodorus II en Paschalis I bestrijden elkaar om het pausschap. Conon wordt echter opgevolgd door Sergius I als de 84e paus van de Katholieke Kerk.

## Geboren
- Yazid II, Arabisch kalief (overleden 724)

## Overleden
- 20 maart - Cuthbertus (53), bisschop van Lindisfarne
- 21 september - Conon I, paus van de Katholieke Kerk
- Eadric, koning van Kent (Engeland)
- Eurik II, koning van de Visigoten